# Guioa molliuscula
Guioa molliuscula là một loài thực vật thuộc họ Sapindaceae. Đây là loài đặc hữu của Papua New Guinea.